# 콘타젱

콘타젱의 위치

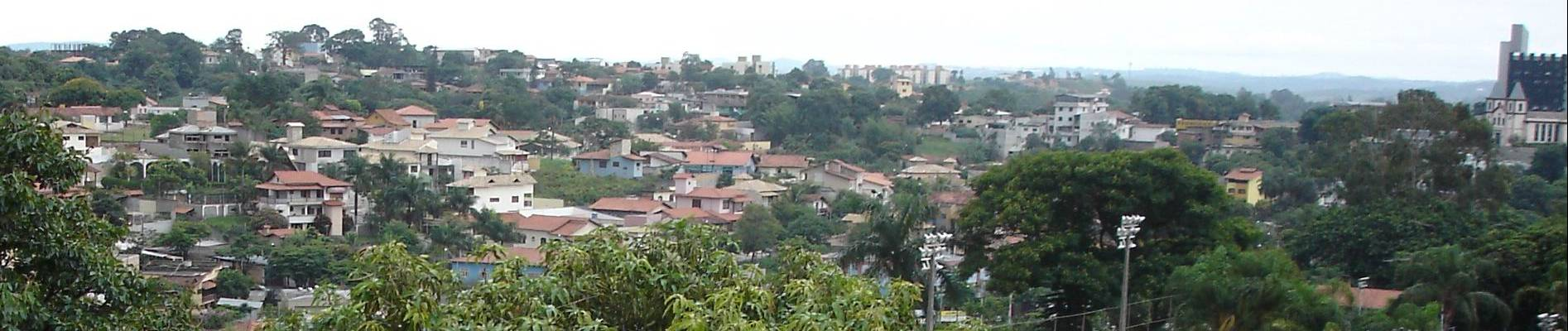
콘타젱

콘타젱(포르투갈어: Contagem)은 브라질 중부 미나스제라이스주에 있는 도시이다. 인구 617,749(2008).
벨루오리존치 부근에 위치한다. 벨루오리존치의 위성도시이며, 중공업이 발달한 공업도시이다.